# 実従
実従（じつじゅう、明応7年（1498年）- 永禄7年6月1日（1564年7月9日））は、戦国時代の浄土真宗の僧。順興寺住持。本願寺第8世法主蓮如の13男。母は畠山政栄の娘蓮能。妻は実順の娘妙意。子に証従、証珍、顕従。諱は兼知、のち兼智。左衛門督。

## 生涯
明応3年（1498年）、本願寺8代目法主・蓮如と5番目の夫人・蓮能尼との間に生まれる。蓮如の第27子で末子にあたる。
明応4年（1499年）に父・蓮如が死去したため、大坂御坊にて母の元で養育された。永正3年（1506年）に教団の内紛である河内国錯乱に巻き込まれ、下間頼慶に捕縛されると兄や母ともども連座する形で破門された。その後、3年間浪々の身となって京都などに住んでいたが、永正6年（1509年）に曇華院門跡の仲介によって破門を解かれ、復帰して山科本願寺に移り実如に仕える。
永正7年（1510年）、出家。諱ははじめ兼知と名乗るがのち兼智に改名、法名も賢恵と名乗った後に実従へと改名した。永正13年（1516年）に兄実悟（蓮如10男）と共に慶聞坊龍玄より「教行信証」の相伝を受ける。
実如死後も寺の住持とはならずに跡を継いだ証如に側仕えし、天文元年（1532年）の山科本願寺の戦いでは寺内に留まったが、最終的には証如を連れて親鸞聖人御影など寺宝を持ち出して大坂御坊へと退避した。天文4年（1535年）、失脚した下間頼玄に代わって御堂鎰取役に任じられる。天文19年（1550年）に証如より「順興寺」の号を与えられる。天文20年（1551年）に兄実孝（蓮如12男）と共に法印の叙任を受けた。
天文23年（1554年）に証如が死去すると、その葬式で次期法主たる顕如の手をとって棺に名号を書き込む役目を担った。同年、報恩講では一家衆宿老として儀式主宰者を代行するなどこれを補佐した。顕如法主時代には影響力を増大させ、顕如幼少期にその後見人として権勢を誇った慶寿院（証如生母）の師となって「教行信証」の相伝などを行った。永禄元年（1558年）、少僧都叙任。永禄2年（1559年）12月に河内枚方の順興寺住持となり、永禄3年（1560年）には顕如の門跡勅許によって順興寺は院家に指定された。
また、天文元年8月から永禄4年12月までの日記である「私心記」を記しており、当時の畿内の社会情勢や本願寺の年中行事の仔細などを後世に伝えた。
永禄7年（1564年）6月1日死去。享年67。順興寺は長男証従が天文16年（1547年）に父に先立って亡くなっており、次男証珍は既に本善寺の住持となっていたため、三男顕従が継承した。